# Austroarcturus dayi
Austroarcturus dayi is een pissebed uit de familie Holidoteidae. De wetenschappelijke naam van de soort is voor het eerst geldig gepubliceerd in 1977 door Kensley.